# Calanda (Spagna)
Calanda è un comune spagnolo di 3 899 abitanti situato nella comunità autonoma dell'Aragona.

## Storia
Appartenne durante il medioevo all'ordine militare di Calatrava, nel centro del paese sono presenti una chiesa barocca e un piccolo centro-studi e museo dedicato al regista Luis Buñuel, nato a Calanda nel 1900.
Calanda è inoltre il luogo in cui, nel 1640, secondo la tradizione sarebbe avvenuto il famoso miracolo di cui tratta Vittorio Messori nel suo libro Il miracolo: a un giovane contadino, Miguel Juan Pellicer, sarebbe stata riattaccata la gamba destra, amputata due anni e mezzo prima, per intercessione della Vergine del Pilar di Saragozza.

## I tamburi di Calanda
A Calanda c'è una tradizione, praticata anche in altri villaggi aragonesi, che il cinema ha fatto conoscere in tutto il mondo grazie al regista Carlos Saura nel film Frappé alla menta e soprattutto a Luis Buñuel, che ha usato i cupi ritmi dei tamburi di Calanda in diversi film tra i quali L'âge d'or e Nazarín. Buñuel ha scritto che nei villaggi aragonesi che vanno da Alcañiz a Híjar i tamburi battono quasi senza interruzione dal mezzogiorno di Venerdì Santo fino al mezzogiorno di Sabato, ma in nessun luogo il suono è così potente e misterioso come a Calanda. Questo rito risale alla fine del diciottesimo secolo e in verità si estinse con il 1900. Sennonché un prete di Calanda, Mosén Vicente Allanegui (1868 - 1948), musicista e scrittore, fece rivivere la tradizione.

## Altri progetti

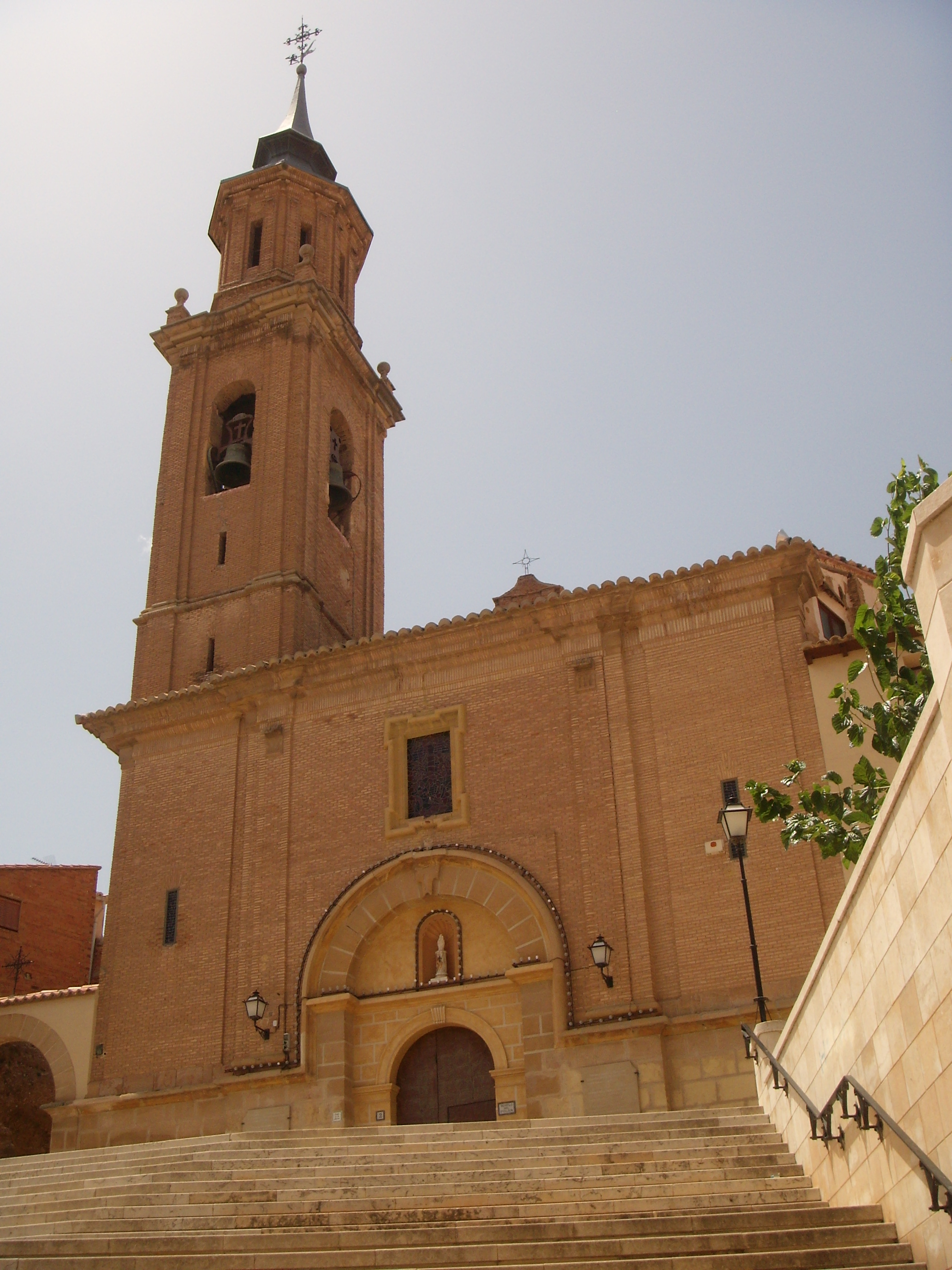
Templo del Pilar.

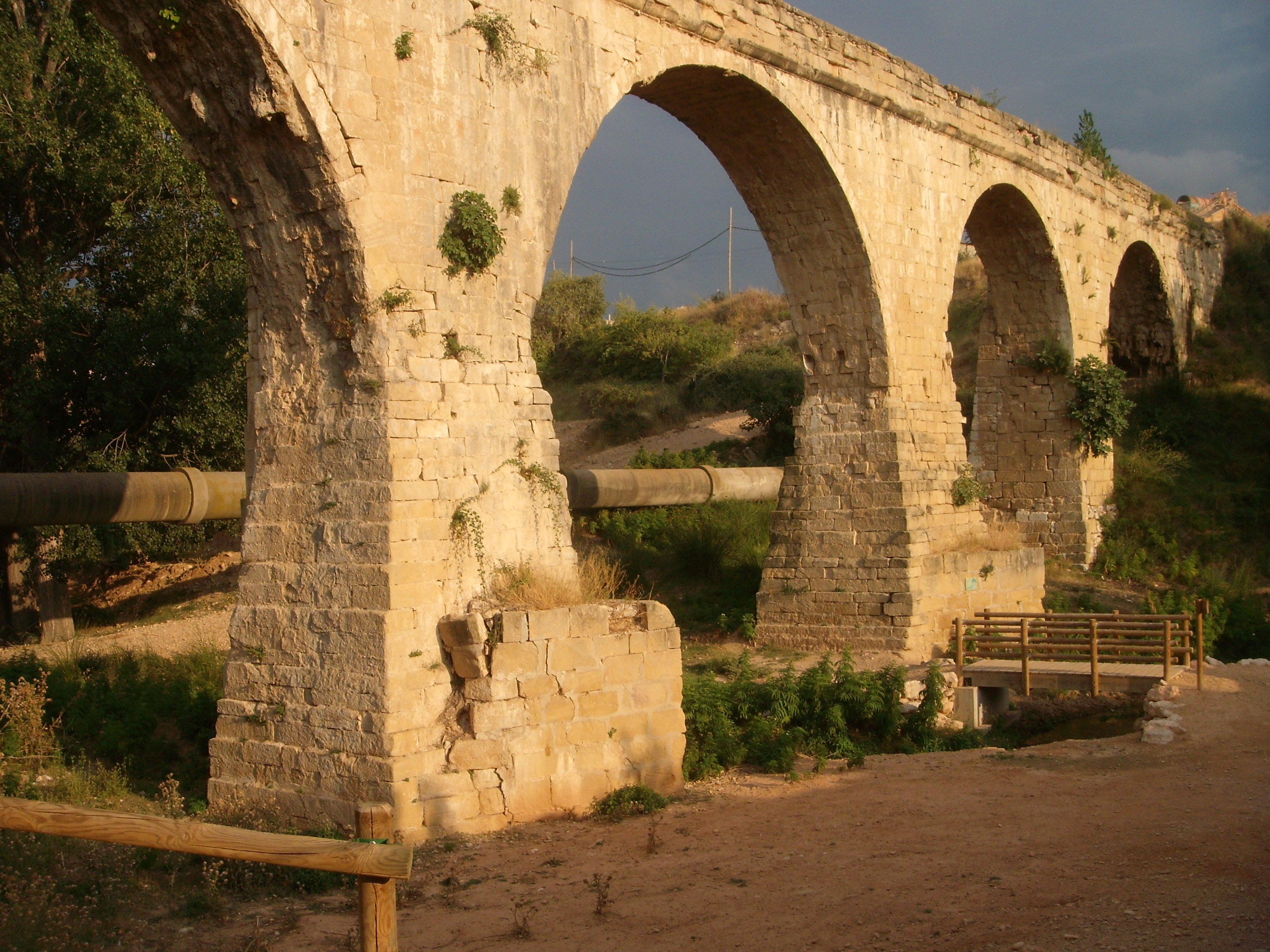
Los Arcos.